# Neal Sako
Neal Sako (* 13. August 1998 in Aubergenville) ist ein französischer Basketballspieler.

## Werdegang
Sako betrieb als Jugendlicher Tennis, im Alter von 16 Jahren begann er mit dem Basketballsport und spielte in der Jugendabteilung des Vereins Chesnay Versailles Basket. Er wechselte in den Nachwuchs von Boulogne-Levallois. Bei dem Verein gelang ihm der Sprung in die Profimannschaft in der ersten Liga Frankreichs. Im Spieljahr 2018/19 kam er mittels Zweitspielrecht auch zu Einsätzen beim Drittligisten RAC Basket Rueil.
2021 wechselte Sako innerhalb der ersten Liga zu Champagne Basket und war im Spieljahr 2021/22 in der Wertung Rebounds je Begegnung ligaweit Dritter. 2022 wurde er von Cholet Basket verpflichtet.
Zur Saison 2024/25 wechselte er zu ASVEL Lyon-Villeurbanne. Zuvor war Sako im Sommer 2024 in der Sommerliga der NBA beschäftigt, die er mit der Mannschaft Miami Heat gewann. Im Juli 2025 gab der Valencia Basket Club aus Spaniens Liga ACB Sakos Verpflichtung bekannt.